# Good Boys
Pour les articles homonymes, voir Good Boys (film).
Singles de Blondie
No Exit
(1999)
Good Boys est une chanson du groupe de new wave Blondie. Paru en 2003, elle a été le seul single extrait de leur huitième album studio The Curse of Blondie. Le single est, à ce jour, est le dernier single de la bande.
Le single est sorti comme un set de deux CD et un vinyle. Le premier CD contient les versions live de Maria et Rapture, plus le clip vidéo de Good Boys, réalisé par Jonas Akerlund. Le deuxième CD contient un remix de Giorgio Moroder. Le vinyle de 12 pouces contient des remix de Giorgio Moroder : Return to New York, et Scissor Sisters.

## Crédits etQueen
Dans les crédits de la chanson, on note la présence de Brian May du groupe de rock britannique Queen en tant que coauteur car Debbie Harry voulait utiliser des paroles qui étaient semblables à ceux du tube de 1977 We Will Rock You de Queen. Bien que les paroles ne sont pas identiques, Queen a menacé de poursuivre en justice Blondie, comme l'ont expliqué Harry et Chris Stein dans une interview. Les paroles dans Good Boys sont « You got me on your face / A big disgrace / Shakin' your feathers all over the place ».
Les paroles de We Will Rock You sont « You got mud on your face / A big disgrace / Kicking your can all over the place ».